# Mousoúri
Le dème de Mousoúri, en grec moderne : Δήμος Μουσούρων ou simplement Μουσούρoι, est une ancienne municipalité du district régional de La Canée, en Crète, en Grèce. Il a existé entre 1999 et 2010. Depuis la réforme du gouvernement local de 2011, il fait partie du dème de Plataniás, dont il est devenu une unité municipale.
Situé au centre du district régional, il était basé dans le village d'Alikianós. Selon le recensement de 2001, l'ancien dème avait un total de 4 755 habitants et une superficie de 191 744 ha.